# Eric Betram Rowcroft
Sir Eric Betram Rowcroft, britanski general, * 28. januar 1891, † 27. december 1963.